# Arandaspis prionotolepis
Arandaspis prionotolepis è una specie estinta di pesci agnati (ossia di pesci senza mandibola), vissuta durante il periodo Ordoviciano, circa 470 - 480 milioni di anni fa. Sono avvenuti suoi ritrovamenti nel sito di Alice Springs in Australia nel 1959. Il nome deriva da quello di una tribù aborigena australiana locale, gli Aranda.
Assomigliava vagamente a un girino, e non possedeva nessuna pinna, perciò il suo unico mezzo di propulsione era rappresentato dalla coda, appiattita orizzontalmente. Il suo modo di nuotare doveva essere molto simile a quello degli odierni girini. È considerato uno dei più antichi pesci e in generale uno dei primi vertebrati conosciuti e il fatto che Arandaspis fosse così primitivo è confermato dalle sue ridotte dimensioni (circa 15 cm) e soprattutto dal fatto che non avesse ancora sviluppato un apparato mandibolare e quindi succhiasse il cibo invece di masticarlo, caratteristica che condivideva anche con pesci di epoca successiva come Drepanaspis e Hemicyclaspis. Un fattore di notevole evoluzione è invece rappresentato dalla comparsa della spina dorsale.